# SubRip
SubRip est un logiciel de reconnaissance optique de caractères pour Windows.
SubRip a été développé par le développeur français Brain, en 1999.

## Capacités
SubRip  est capable d'extraire les sous-titres et leur synchronisation de vidéos au format DVD. Son nom de format de fichier est éponyme à ce logiciel.
Le fichier de sous-titres est nommé avec l'extension .srt, un format utilisé par la plupart des logiciels de lecture vidéo ainsi que les logiciels d'édition de sous-titres.
SubRip est le premier programme pouvant extraire correctement les sous-titres dans les fichiers VOB des DVD en utilisant la reconnaissance de caractères, afin de produire une version texte synchronisée aux dialogues du film. L'auteur s'est inspiré du logiciel SubViewer de David Dolinski en 1999, dont la technique était d'associer deux fichiers du même nom (un fichier vidéo et un fichier sous-titre se terminant par l'extension .sub ou .srt) dans un même répertoire, qui pouvaient être lus directement sans aucun montage spécial, le lecteur vidéo affichant les sous-titres sur la vidéo.
Les codecs vidéo adéquats (DGMPGDec pour les DVD) doivent être installés avec AviSynth. SubRip est configuré pour afficher une image avec des sous-titres, incluant la couleur, la forme, la zone de sous-titres et toute manipulation d'image requise (dilatation, ajustement de contraste). Après essai, l'extraction est alors faite automatiquement pendant la lecture entière du fichier.
Le format du temps utilisé est heures:minutes:secondes,millisecondes ; le champ des secondes a une précision de trois chiffres après la virgule. Le caractère de séparation des décimales est la virgule, puisque le programme a été écrit en France et le caractère de fin de ligne est la paire CRLF. Les sous-titres sont numérotés, en commençant par 1.

## Historique des versions
La première version, SubRip 0.5 beta, est sortie le 3 mars 2000. Toutes les versions consécutives seront déclarées comme beta. Sa dernière version était SubRip 0.97 beta publiée le 8 septembre 2001. Brain stoppa le développement et après plusieurs demandes de support pour GNU/Linux, publia le code source de SubRip sous la licence GPL. Le site original est maintenant inaccessible, mais une copie est visible sur Internet Archive.
Après sept semaines, T.V. Zuggy et Guimli publièrent leur propre version du programme : SubRip 0.98. SubRip version 1.50 beta 3 est sorti le 5 janvier 2006. Le code a été transcrit vers Delphi 2005 (après des passages par Delphi 7). La dernière version est la 1.50 beta 7. Le code est en majorité issu du travail de ai4spam qui annonça en octobre 2006 qu'il arrêterait après une dernière sortie beta.

## Champs
Un sous-titre dans un fichier SRT peut se définir comme suit :
```
numéro du sous-titre

Temps de départ
 --> 
temps de fin

Texte du sous-titre (jusqu'à deux lignes)

[ligne vide]
```

L'Unicode et des balises HTML simples comme <i>, <b>, <u> sont supportés dans les sous-titres par la majorité des lecteurs vidéo, mais certains éditeurs de sous-titres (SubResync, Subtitle Workshop) n'interprètent pas très bien ces balises. Il n'y a aucune spécification formelle pour le format .srt.

## Exemple de fichier SRT avec balises HTML simples
```
298
00:41:54,625 --> 00:41:57,625
- L'hémorragie va recommencer.
- <i>Respire.</i>

```